# Wladimir Wiktorowitsch Jankowski
Wladimir Wiktorowitsch Jankowski (russisch Владимир Викторович Янковский; * 9. Februar 1926 in Saratow; † 7. Februar 1980) war ein sowjetischer bzw. kirgisischer Komponist und Musikwissenschaftler.

## Biographie
Jankowski wurde 1926 in eine Arbeiterfamilie geboren. 1945 schloss er an der Landwirtschaftlichen Fachschule Iwanowo ab. Jedoch entschied er sich für eine musikalische Karriere und trat in die Musikschule Saratow ein. Neben der Musiktheorie erlernte er selbstständig das Komponieren. Nach dem erfolgreichen Abschluss ging er ans Konservatorium in Moskau. 1957 ging er mit Diplom in Musiktheorie nach Kirgisistan, um dort an der Musikschule M. Kurejenkewa Musiktheorie zu unterrichten, wo er zahlreiche junge kirgisische Komponisten ausbildete. Jankowski war gleichzeitig Vorsitzender des kirgisischen Komponistenverbandes. Ab 1967 leitete er die Abteilung für Ästhetik und Kunstgeschichte am Institut für Philosophie und Recht der Akademie der Wissenschaften der kirgisischen SSR. Diese Position hatte er bis zu seinem Tod 1980 inne.

## Werk
Er gilt als prägend für die klassische Musik in Kirgisistan und bildete zahlreiche weitere Musiker aus. Bis zuletzt war er als Komponist tätig; er schrieb u. a. Kammermusik, Symphonien und Opern. Er verfasste auch zahlreiche wissenschaftliche Artikel zur Musiktheorie. Als sein Hauptwerk gilt die Monografie Musikkultur Sowjetkirgisistans.

## Auszeichnungen
- Ehrenurkunde des Obersten Sowjets der Kirgisischen SSR (1966)[2]
- Jubiläumsmedaille „Zum Gedenken an den 100. Geburtstag von Wladimir Iljitsch Lenin“ (1970)[2]
- Verdienter Kulturschaffender der Kirgisischen SSR (1975)[2]